# Едеса (Месопотамија)
Едеса (сир. ܐܘܪܗܝ [], јерм. Եդեսիա) је античко име за древни град у горњој Месопотамији (данашљој Турској), који је обновио Селеук I Никатор. Поред Едесе се налази данашњи град Шанлијурфа.
Едеса је имала важну улогу у историји хришћанства. У њему је рођен, а касније је и проповедао Апостол Тадеј (један од Седамдесеторице). Према предању у њему се налазио Свети Мандилион, кога ће у време борби с Арапима византијски цар Роман I довести у Цариград. За време Првог крсташког рата град су 1099. освојили крсташи и основали Грофовија Едесу. Јерменски владар Едесе у то време био је Торос од Едесе. Едесу је 1144. освојио Зенги и масакрирао хришћанско становништво, што је постало повод за избијање Другог крсташког рата.